# Спиридон Думас
Спиридон Г. Думас (на гръцки: Σπυρίδων Γ. Δούμας) е гръцки общественик и революционер, деец на Гръцката въоръжена пропаганда в Македония, гъркоманин.

## Биография
Роден е в XIX век в Битоля, Османската империя. Сред основателите е на Битолския гръцки революционен комитет, където набира много андарти. Комитетът е създаден през януари 1904 година с помощта на Ставрос Налис и доктор Константинос Михаил (Монахос) и става една от емблематичните гръцки организации в Пелагония с голямо участие в гръцката борба в Македония, както във въоръжената, така и в икономическата.
По-късно е активист на гръцкия Битолски политически клуб. Пръв главен редактор е на първия битолски гръцки вестник „Фос“, излизал от 1910 до 1912 година.